# Burg Auggen (Stadtweg)
Die Burg Auggen (Stadtweg) ist neben der Burg Auggen (Schlösslegarten) eine von zwei Niederungsburgen in der Gemeinde Auggen im Landkreis Breisgau-Hochschwarzwald in Baden-Württemberg.

## Lage
Die abgegangene mutmaßliche Wasserburg lag höchstwahrscheinlich am Stadtweg zwischen Auggen und Neuenburg am Rhein.

## Geschichte
1271 gehörte zu einer der Burgen eine Hälfte des Dorfes Auggen „in grundherrschaftlicher und jurisdictioneller Beziehung“ mit den Grafen von Freiburg-Badenweiler als Oberherren und der Familie der Sermenzer, einer Seitenlinie der Herren von Neuenfels, als Dienstmannen. Die zweite Hälfte gehörte zur anderen Burg mit den Markgrafen von Hachberg-Hachberg als Oberherren und den Herren von Oughein als Dienstmannen. Diesem Adelsgeschlecht entstammte auch der Minnesänger Brunwart von Augheim.
Nach dem Tod seines Vaters Konrad 1271 wurde Heinrich von Freiburg vor seiner Huldigung von den Bürgern gewaltsam aus der Stadt Neuenburg vertrieben, woraufhin sich sein Bruder Egino, Rudolf von Habsburg und die Sterner auf seine Seite schlugen, Markgraf Heinrich II. von Baden-Hachberg und seine Söhne, der Graf von Neuenburg, die Herren von Rötteln, der Bischof von Basel Peter Reich von Reichenstein und die Psitticher jedoch auf die Seite der Stadt, wobei die Dienstmannen jeweils ihren Oberherren die Treue hielten. Im Verlauf des Neuenburger Kriegs 1272 und 1273 wurden beide Auggener Burgen sowie Schloss Gerneck durch die Neuenburger zerstört.
Eine der beiden Burgen, wohl die im Schlösslegarten, wurde anschließend wieder aufgebaut.